# Partito Verde (Polonia)
Il Partito Verde (in polacco Partia Zieloni) è un partito politico polacco di orientamento ambientalista fondato nel 2003; inizialmente designato col nome di Verdi 2004 (Zieloni 2004), ha assunto la denominazione anzidetta nel 2013.

## Parlamentari

### Deputati della IX legislatura (2019-2023)
- Małgorzata Tracz
- Tomasz Aniśko
- Urszula Zielińska

## Risultati
| Elezione          | Elezione     | Voti                  | %                     | Seggi   |
| ----------------- | ------------ | --------------------- | --------------------- | ------- |
| Europee 2004      | Europee 2004 | 16.288                | 0,27                  | 0 / 54  |
| Parlamentari 2005 | Sejm         | In SDPL               | In SDPL               | 0 / 460 |
| Parlamentari 2007 | Sejm         | N.D.                  | N.D.                  | 0 / 460 |
| Europee 2009      | Europee 2009 | Con PD e SDPL         | Con PD e SDPL         | 0 / 50  |
| Parlamentari 2011 | Sejm         | In SLD                | In SLD                | 0 / 460 |
| Europee 2014      | Europee 2014 | 22.481                | 0,32                  | 0 / 51  |
| Parlamentari 2015 | Sejm         | In Sinistra Unita     | In Sinistra Unita     | 0 / 460 |
| Europee 2019      | Europee 2019 | In Coalizione Europea | In Coalizione Europea | 0 / 51  |
| Parlamentari 2019 | Sejm         | In Coalizione Civica  | In Coalizione Civica  | 3 / 460 |
| Parlamentari 2023 | Sejm         | In Coalizione Civica  | In Coalizione Civica  | 3 / 460 |